# Karen Gillan
Karen Sheila Gillan (Inverness, 1987. november 28. –) skót színésznő, rendező és forgatókönyvíró. 
Ő játszotta Amy Pondot, a Tizenegyedik Doktor útitársát a Ki vagy, doki? című sci-fi sorozatban 2010 és 2012 között. Nebulát alakította a Marvel-moziuniverzum filmjeiben – A galaxis őrzői (2014), A galaxis őrzői vol. 2. (2017), Bosszúállók: Végtelen háború (2018), Bosszúállók: Végjáték (2019). A Jumanji – Vár a dzsungel (2017) című filmben és annak 2019-es folytatásában Ruby Roundhouse-t játszotta.
2018-ban rendezőként és forgatókönyvíróként debütált The Party's Just Beginning című egész estés filmjével.

## Fiatalkora
1987. november 28-án született Invernessben,  Marie és Raymond Gillan lányaként. Apai ágon félig angol; apja az északkelet-angliai Sunderlandből származik. Annak ellenére, hogy katolikus családból származik, azt állítja, hogy nem keresztelték meg, és nem gyakorolja a vallást.
Amikor 16 éves lett, Edinburghba költözött, és elvégezte a Telford College HNC színészi és előadóművészi kurzusát. 18 évesen Londonba költözött, hogy az Italia Conti Színházművészeti Akadémián tanuljon. Míg ott volt, egy modellügynökség felkereste. Színészi karrierje előtt modellként dolgozott, 2007-ben a Londoni Divathéten is bemutatkozott. Gillan elmondta, hogy nem hagyna fel színészi karrierjével, hogy visszatérjen a modellkedéshez, és kijelentette, hogy bár a modellkedést élvezte, a színészet mindig is a fő érdeklődési köre és célja volt.
A The Late Late Show with Craig Ferguson című műsorban Gillan azt nyilatkozta, hogy az Oculus (2013) című film forgatása idején végleg az Egyesült Államokba költözött.

## Filantrópia

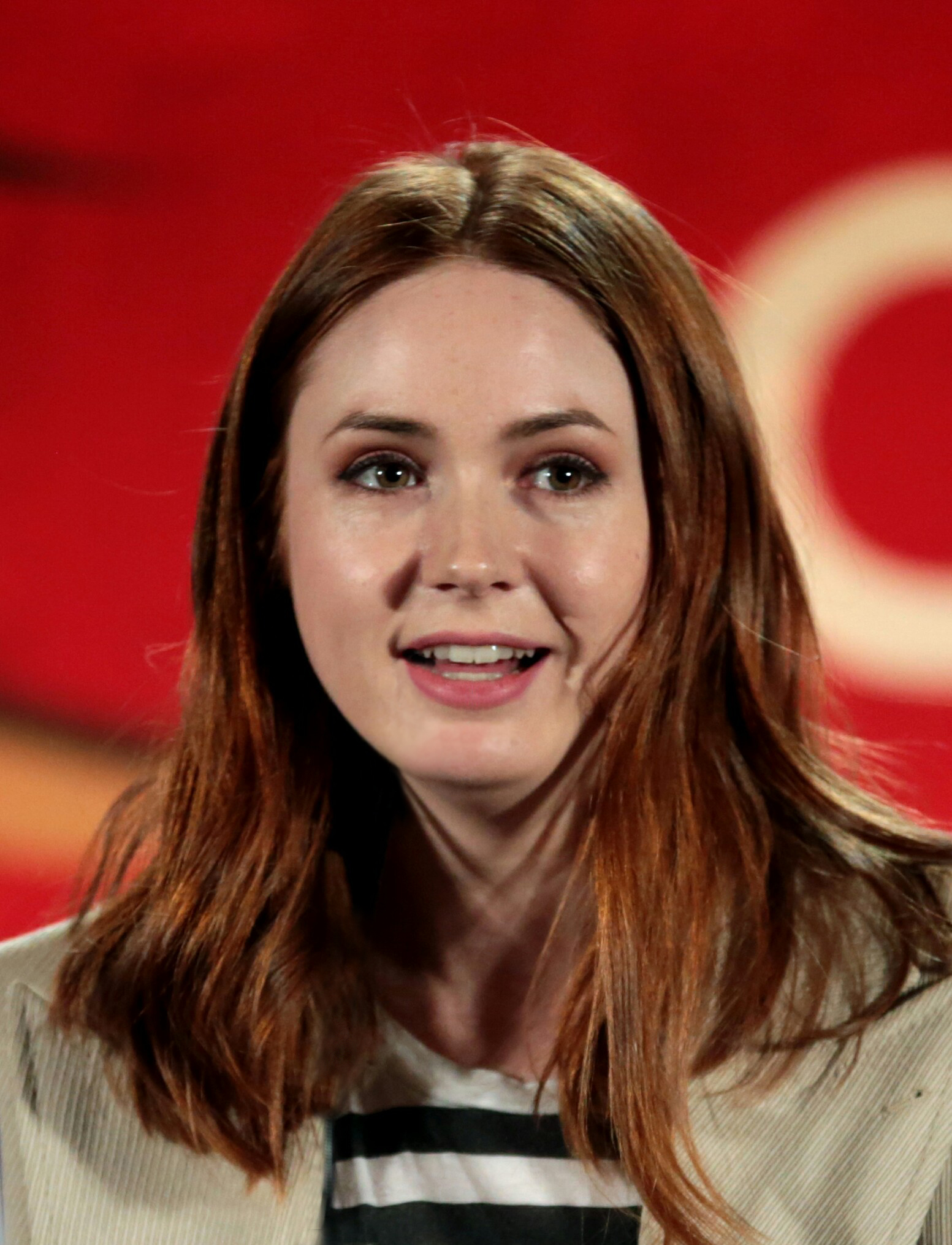
2017-ben

2011-ben Gillan segített a Fashion Targets Breast Cancer (FTBC) és a londoni Great Ormond Street Hospital Squirrel Ward megnyitásának elősegítésében.
2018-ban meglátogatta az invernessi Mikeysline krízistámogatási központot, miután bemutatta a The Party's Just Beginning című filmjét. A film a skót felföldön tapasztalt magas öngyilkossági arányról szól, és Gillan nyilvánosan ígéretet tett a mentális egészséggel foglalkozó jótékonysági szervezet támogatására. 2020 szeptemberében az Inverness Courier arról számolt be, hogy egy inverness-i diákot választottak ki a Mikeysline és a Fashion Week Online által szervezett New York-i divathétre a The Party's Just Beginning által ihletett pályázaton, amely az öngyilkosság megelőzésének világnapja alkalmából hivatott felhívni a figyelmet.

## Filmográfia

### Film
| Év   | Magyar cím                    | Eredeti cím                    | Szerep                   | Magyar hang        |
| ---- | ----------------------------- | ------------------------------ | ------------------------ | ------------------ |
| 2010 |                               | Outcast                        | Ally                     |                    |
| 2013 |                               | Not Another Happy Ending       | Jane Lockhart            |                    |
| 2013 | Oculus                        | Oculus                         | Kaylie Russell           | Nemes Takách Kata  |
| 2014 | A galaxis őrzői               | Guardians of the Galaxy        | Nebula                   | Varga Gabriella    |
| 2015 | A nagy dobás                  | The Big Short                  | Evie                     | Nemes Takách Kata  |
| 2016 | Az erőszak völgye             | In a Valley of Violence        | Ellen                    | Nemes Takách Kata  |
| 2017 | A galaxis őrzői vol. 2.       | Guardians of the Galaxy Vol. 2 | Nebula                   | Varga Gabriella    |
| 2017 | A kör                         | The Circle                     | Annie Allerton           | Nemes Takách Kata  |
| 2017 | Jumanji – Vár a dzsungel      | Jumanji: Welcome to the Jungle | Ruby Roundhouse          | Nemes Takách Kata  |
| 2018 |                               | The Party's Just Beginning     | Liusaidh                 |                    |
| 2018 |                               | Alex & the List                | Lily                     |                    |
| 2018 |                               | All Creatures Here Below       | Ruby                     |                    |
| 2018 | Bosszúállók: Végtelen háború  | Avengers: Infinity War         | Nebula                   | Varga Gabriella    |
| 2019 | Bosszúállók: Végjáték         | Avengers: Endgame              | Nebula                   | Varga Gabriella    |
| 2019 | Übergáz                       | Stuber                         | Sara Morris              | Martinovics Dorina |
| 2019 | Jumanji – A következő szint   | Jumanji: The Next Level        | Ruby Roundhouse          | Nemes Takách Kata  |
| 2019 | Kémesítve                     | Spies in Disguise              | Szemes (hangja)          | Nemes Takách Kata  |
| 2020 | A vadon hívó szava            | The Call of the Wild           | Mercedes                 | Nemes Takách Kata  |
| 2021 | Lőpor turmix                  | Gunpowder Milkshake            | Sam                      | Nemes Takách Kata  |
| 2022 | Pár-baj                       | Dual                           | Sarah / Sarah másik énje | Kókai Tünde        |
| 2022 | A buborék                     | The Bubble                     | Carol Cobb               | Nemes Takách Kata  |
| 2022 |                               | Next Exit                      | Dr. Stevenson            |                    |
| 2022 | Thor: Szerelem és mennydörgés | Thor: Love and Thunder         | Nebula                   | Varga Gabriella    |
| 2023 | A galaxis őrzői: 3. rész      | Guardians of the Galaxy Vol. 3 | Nebula                   | Varga Gabriella    |
| 2023 | Sosem késő felnőni            | Late Bloomers                  | Louise                   | Nemes Takách Kata  |
| 2024 | Szunnyadó vérebek             | Sleeping Dogs                  | Laura Baines             | Nemes Takách Kata  |
| 2024 |                               | The Life of Chuck              | Felicia Gordon           |                    |

Rövidfilm
| Év   | Cím                         | Szerep           | Megjegyzések                                    |
| ---- | --------------------------- | ---------------- | ----------------------------------------------- |
| 2014 | Bound for Greatness         | Maeve MacDonough |                                                 |
| 2015 | Warning Labels              | Mindy            |                                                 |
| 2015 | Coward                      | nem szerepel     | filmrendező, forgatókönyvíró és vezető producer |
| 2015 | Fun Size Horror: Volume Two | Rachel Milligan  | filmrendező és forgatókönyvíró                  |
| 2019 | The Hoarding                | Hope             | filmrendező és forgatókönyvíró                  |

### Televízió
| Év        | Magyar cím                           | Eredeti cím                                 | Szerep                 | Megjegyzések                                      |
| --------- | ------------------------------------ | ------------------------------------------- | ---------------------- | ------------------------------------------------- |
| 2006      |                                      | Rebus                                       | Teri Cotter            | 1 epizód                                          |
| 2008      |                                      | Stacked                                     | Ginny Turner           | tévéfilm                                          |
| 2008      |                                      | Harley Street                               | Holly                  | 1 epizód                                          |
| 2008      |                                      | Coming Up                                   | Anna                   | 1 epizód                                          |
| 2008      | Ki vagy, doki?                       | Doctor Who                                  | jós                    | 1 epizód                                          |
| 2010–2013 | Ki vagy, doki?                       | Doctor Who                                  | Amy Pond               | - főszereplő - magyar hangja: - Nemes Takách Kata |
| 2008–2009 |                                      | The Kevin Bishop Show                       | több szereplő          | 12 epizód                                         |
| 2009      |                                      | The Well                                    | Coll                   | 4 epizód                                          |
| 2012      |                                      | We'll Take Manhattan                        | Jean Shrimpton         | tévéfilm                                          |
| 2012      |                                      | In Love With...                             | Laura                  | 1 epizód                                          |
| 2013      |                                      | NTSF:SD:SUV::                               | Daisy                  | főszereplő                                        |
| 2014      | Pusztító páros                       | A Touch of Cloth                            | Kerry Newblood         | 1 epizód                                          |
| 2014      |                                      | Selfie                                      | Eliza Dooley           | főszereplő                                        |
| 2015      |                                      | Comedy Bang! Bang!                          | önmaga                 | 1 epizód                                          |
| 2015      |                                      | 7 Days in Hell                              | Lily Allsworth         | tévéfilm                                          |
| 2015      | Robotcsirke                          | Robot Chicken                               | több szereplő (hangja) | 1 epizód                                          |
| 2016      |                                      | Emo Dad                                     | Jessica (hangja)       | 5 epizód                                          |
| 2019      |                                      | Neurotica                                   | Chloe                  | 1 epizód                                          |
| 2020      |                                      | Cake                                        | önmaga                 | 1 epizód                                          |
| 2021      | Hívások                              | Calls                                       | Sara (hangja)          | 1 epizód                                          |
| 2021–2024 | Mi lenne, ha…?                       | What If...?                                 | Nebula (hangja)        | - 4 epizód - magyar hangja: - Varga Gabriella     |
| 2022      | A galaxis őrzői – Ünnepi különkiadás | The Guardians of the Galaxy Holiday Special | Nebula                 | - tévéfilm - magyar hangja: - Varga Gabriella     |

### Videóklipek
| Év   | Előadó          | Cím         |
| ---- | --------------- | ----------- |
| 2014 | TV on the Radio | Happy Idiot |

### Videójátékok
| Év        | Cím                             | Szerep   | Megjegyzés   |
| --------- | ------------------------------- | -------- | ------------ |
| 2010–2011 | Doctor Who: The Adventure Games | Amy Pond | 1-2. sorozat |
| 2010      | Doctor Who: Evacuation Earth    | Amy Pond |              |
| 2010      | Doctor Who: Return to Earth     | Amy Pond |              |

## Fordítás
- Ez a szócikk részben vagy egészben  a   Karen Gillan című angol Wikipédia-szócikk fordításán alapul.  Az eredeti cikk szerkesztőit annak laptörténete sorolja fel. Ez a jelzés csupán a megfogalmazás eredetét és a szerzői jogokat jelzi, nem szolgál a cikkben szereplő információk forrásmegjelöléseként.